# Божидар Димитријевић Козица
Божидар Димитријевић Козица (Дрмно, код Пожаревца, 6. децембар 1914 — Петка, код Пожаревца, 12. август 1944) био је учесник Народноослободилачке борбе и народни херој Југославије.

## Биографија
Рођен је 6. децембра 1914. године у селу Дрмну код Пожаревца. Рано је остао без родитеља, па су о њему водили бригу деда и баба. Основну школу и гимназију је завршио у Пожаревцу и уписао се на грађевински одсек Велике техничке школе. У Београду је убрзо изабран у управу удружења студената грађевинске технике. Од 1934. године активно је учествовао у свим акцијама револуционарно оријентисаних студената Београдског универзитета. Због штрајка који је водио Акциони одбор за побољшање стања у Дому студената искључен је са Универзитета на годину дана крајем 1935. године. Тада се вратио у Пожаревац и деловао у радничкој просветној групи „Чича Илија“ и у спортском друштву „Млади радник“, а најактивнији је био у завичајном удружењу студената.
Године 1937, вратио се у Београд на факултет, али су му очи оболеле па је морао да упише Филозофски факултет 1938. и истовремено се укључио поново у рад револуционарног студентског покрета. Исте године примљен је за члана Комунистичке партије Југославије. Године 1939. и 1940. радио је у огранку технике ЦК КПЈ. Тај рад га је одвојио од политичког и организационог рада на територији ОК КПЈ за Пожаревац. На тражење Окружног партијског повереништва ослобођен је тога рада и враћен на рад у Пожаревац као члан Окружног повереништва КПЈ, где је својим радом допринео да се прошири утицај КПЈ на селу. На тој дужности га је затекла окупација Југославије.
У току припрема за устанак учествовао је у организовању Окружне партијске конференције на којој је поднео реферат. Налазио се на челу војне комисије. Активно је радио на формирању борбених група у граду, а затим Пожаревачког партизанског одреда у коме је практично до половине септембра вршио дужност политичког комесара и представљао Окружни комитет у преговорима са горњачким четницима Драже Михаиловића. Допринео је формирању народноослободилачких одбора, а посебно среског НОО у Кучеву. Највећи део прогласа Окружног комитета и одреда написао је Козица као и брошуру о држању пред класним непријатељем.
Октобра 1942. године, постао је секретар ОК КПЈ за Пожаревац. Крајем 1942. и почетком 1943. године радио је на организовању рада ОК и формирању Окружног народноослободилачког одбора, али је непријатељска офанзива која је непрекидно у таласима трајала до јуна 1943. године омела формирање окружног НОО. Наставио је да ради на обнови и учвршћењу партијске организације у округу. У лето 1943. године на позив ПК КПЈ за Србију требало је да оде на саветовање војних и политичких руководилаца у Шумадију. На путу, у селу Ковачевац код Младеновца, био је рањен. Лечен је на територији среза Младеновац све до краја новембра исте године, али је куршум остао у нози. После тога вратио се на територију ОК Пожаревац, али се мало кретао. Своју активност је усмерио на Пожаревац а нарочито на Костолац, где је почела нагло да се развија партијска организација. Међутим, рана није зарастала и он је постепено слабио, али је и даље остао секретар Окружног комитета. Божин живот је био у опасности па је затражена помоћ Покрајинског комитета. Међутим веза преко које је требало да дође лекар, била је проваљена. Непријатељске снаге дознале су где се налази Божа и 12. августа 1944. године опкољена је кућа у селу Петки крај Пожаревца у којој се налазио. Кад је чуо хице, које су непријатељи испалили на домаћина куће, који није хтео да га ода, Божа је тешко болестан у кревету активирао бомбу да га непријатељ живог не ухвати.
Указом председника ФНРЈ Јосипа Броза Тита 6. јула 1953. проглашен је за народног хероја.
Основна школа у Брадарцу до јануара 2019. године носила је његово име.